# شاخه‌های علوم
شاخه‌های علوم (انگلیسی: Branches of science) عبارت از شاخه‌های علوم پایه است که به زمینه‌های مختلفی بسط دارد و معمولاً به ۳ گروه عمده تقسیم می‌شود که عبارت هستند از علوم صوری، علوم طبیعی و علوم اجتماعی